# Emex spinosa
Emex spinosa là một loài thực vật có hoa trong họ Rau răm. Loài này được (L.) Campd. mô tả khoa học đầu tiên năm 1819.